# José Solano
José Solano y de la Mata-Linares, tercer marqués del Socorro (Madrid 8 de mayo de 1802 - 9 de febrero de 1882) fue un arquitecto español. Nieto de José Solano y Bote, Capitán General de la Real Armada Española.

## Biografía
Fue académico fundador de la Real Academia de Ciencias Exactas, Físicas y Naturales y presidente de esta, hasta su fallecimiento. También fue consiliario de la Real Academia de Bellas Artes de San Fernando y académico correspondiente de la Academia de Arqueología de Bélgica.
Es nombrado por Bravo Murillo como integrante del Consejo de administración del canal de Isabel II junto con Manuel Cantero en calidad de comisario bajo la presidencia de Joaquín Fernández de Cordova, XIV  Conde de Sástago.
En 1857 es nombrado presidente del mismo consejo por fallecimiento del conde de Sástago.
En 1858 se le concede la Gran Cruz de la Orden de Carlos III junto a Lucio del Valle por su labor en el Consejo de administración del Canal de Isabel II.
Fue senador entre 1869-1879 por la Real Academia de Ciencias Exactas, Físicas y Naturales.
Fue presidente en 1862 de la Real Sociedad Económica Matritense de Amigos del País Fue elegido diputado suplente por Madrid en octubre de 1836.